# Androstephium violaceum
Espèce
Classification APG III (2009)
Androstephium violaceum est une espèce de plante de la famille des Asparagaceae.